# Liste der Nummer-eins-Hits in Frankreich (1979)
Diese Liste enthält alle Nummer-eins-Hits in Frankreich im Jahr 1979. Es gab in diesem Jahr 9 Nummer-eins-Singles und 5 Nummer-eins-Alben. Zum Jahreswechsel in der Woche vom 29. Dezember 1978 bis zum 4. Januar 1979 teilten sich zwei Titel den ersten Platz der Singlecharts.

## Singles
| | Liste der Nummer-eins-Hits in Frankreich | Liste der Nummer-eins-Hits in Frankreich | Liste der Nummer-eins-Hits in Frankreich                                                                                      | 1980 →                    |
| \| Zeitraum \| Wo. ges. \| Interpret \| Titel Autor(en) \| Zusätzliche Informationen \| \| (Zeitraum, Wochen auf Platz eins, Interpret, Titel, Autor[en], zusätzliche Informationen) \| \| \| \| \| \| ----------------------------------------------------------------------------------------- \| -------- \| ----------------- \| ----------------------------------------------------------------------------------------------------------------------------- \| ------------------------- \| \| 29. Dezember 1978 – 4. Januar 1979 1 Woche \| 1 \| Julio Iglesias \| Le monde est fou, le monde est beau Claude Jacques Raoul Lemesle, Evangelina Sobredo Galanes, Julio José Iglesias de la Cueva \| – \| \| 29. Dezember 1978 – 1. Februar 1979 5 Wochen \| 5 \| Village People \| Y.M.C.A. Musik: Jacques Morali; Text: Henri Belolo \| – \| \| 2. Februar 1979 – 1. März 1979 4 Wochen \| 4 \| The Bee Gees \| Tragedy Barry Alan Gibb, Maurice Ernest Gibb, Robin Hugh Gibb \| – \| \| 2. März 1979 – 10. Mai 1979 10 Wochen (insgesamt 15) \| 15 \| Patrick Hernandez \| Born to Be Alive Patrick Pierre Hernandez \| – \| \| 11. Mai 1979 – 7. Juni 1979 4 Wochen \| 4 \| Village People \| In the Navy Musik: Jacques Morali; Text: Henri Belolo \| – \| \| 8. Juni 1979 – 12. Juli 1979 5 Wochen (insgesamt 15) \| 15 \| Patrick Hernandez \| Born to Be Alive Patrick Pierre Hernandez \| – \| \| 13. Juli 1979 – 6. September 1979 8 Wochen \| 8 \| Billy Joel \| Honesty Billy Joel \| – \| \| 7. September 1979 – 11. Oktober 1979 5 Wochen \| 5 \| Francis Cabrel \| Je l’aime à mourir Francis Christian Cabrel \| – \| \| 12. Oktober 1979 – 22. November 1979 6 Wochen (insgesamt 8) \| 8 \| Christophe \| Aline Daniel Bevilacqua \| – \| \| 23. November 1979 – 7. Februar 1980 11 Wochen \| 11 \| The Buggles \| Video Killed the Radio Star Bruce Martin Woolley, Trevor Charles Horn, Geoffrey Downes \| – \| |                                          |                                          | |                           |
| |                                          |                                          | | → 1980 →                  |
| Zeitraum | Wo. ges.                                 | Interpret                                | Titel Autor(en) | Zusätzliche Informationen |
| (Zeitraum, Wochen auf Platz eins, Interpret, Titel, Autor[en], zusätzliche Informationen) |                                          |                                          | |                           |
| 29. Dezember 1978 – 4. Januar 1979 1 Woche | 1                                        | Julio Iglesias                           | Le monde est fou, le monde est beau Claude Jacques Raoul Lemesle, Evangelina Sobredo Galanes, Julio José Iglesias de la Cueva | –                         |
| 29. Dezember 1978 – 1. Februar 1979 5 Wochen | 5                                        | Village People                           | Y.M.C.A. Musik: Jacques Morali; Text: Henri Belolo                                                                            | –                         |
| 2. Februar 1979 – 1. März 1979 4 Wochen | 4                                        | The Bee Gees                             | Tragedy Barry Alan Gibb, Maurice Ernest Gibb, Robin Hugh Gibb                                                                 | –                         |
| 2. März 1979 – 10. Mai 1979 10 Wochen (insgesamt 15) | 15                                       | Patrick Hernandez                        | Born to Be Alive Patrick Pierre Hernandez                                                                                     | –                         |
| 11. Mai 1979 – 7. Juni 1979 4 Wochen | 4                                        | Village People                           | In the Navy Musik: Jacques Morali; Text: Henri Belolo                                                                         | –                         |
| 8. Juni 1979 – 12. Juli 1979 5 Wochen (insgesamt 15) | 15                                       | Patrick Hernandez                        | Born to Be Alive Patrick Pierre Hernandez                                                                                     | –                         |
| 13. Juli 1979 – 6. September 1979 8 Wochen | 8                                        | Billy Joel                               | Honesty Billy Joel | –                         |
| 7. September 1979 – 11. Oktober 1979 5 Wochen | 5                                        | Francis Cabrel                           | Je l’aime à mourir Francis Christian Cabrel                                                                                   | –                         |
| 12. Oktober 1979 – 22. November 1979 6 Wochen (insgesamt 8) | 8                                        | Christophe                               | Aline Daniel Bevilacqua | –                         |
| 23. November 1979 – 7. Februar 1980 11 Wochen | 11                                       | The Buggles                              | Video Killed the Radio Star Bruce Martin Woolley, Trevor Charles Horn, Geoffrey Downes                                        | –                         |

## Alben
| | Liste der Nummer-eins-Hits in Frankreich | Liste der Nummer-eins-Hits in Frankreich | Liste der Nummer-eins-Hits in Frankreich | 1980 →                    |
| \| Zeitraum \| Wo. ges. \| Interpret \| Titel \| Zusätzliche Informationen \| \| (Zeitraum, Wochen auf Platz eins, Interpret, Titel, zusätzliche Informationen) \| \| \| \| \| \| ------------------------------------------------------------------------------ \| -------- \| ------------- \| ------------------------- \| ------------------------- \| \| 29. Dezember 1978 – 4. Januar 1979 1 Woche \| 1 \| Dave \| Pour que tu me comprennes \| – \| \| 5. Januar 1979 – 1. Februar 1979 4 Wochen (insgesamt 9) \| 9 \| Michel Sardou \| Je vole \| – \| \| 2. Februar 1979 – 29. März 1979 8 Wochen \| 8 \| The Bee Gees \| Spirits Having Flown \| – \| \| 30. März 1979 – 27. Dezember 1979 39 Wochen \| 39 \| Supertramp \| Breakfast in America \| – \| \| 28. Dezember 1979 – 3. Januar 1980 1 Woche \| 1 \| Chic \| Le freak \| – \| |                                          |                                          |                                          |                           |
| |                                          |                                          |                                          | → 1980 →                  |
| Zeitraum | Wo. ges.                                 | Interpret                                | Titel                                    | Zusätzliche Informationen |
| (Zeitraum, Wochen auf Platz eins, Interpret, Titel, zusätzliche Informationen) |                                          |                                          |                                          |                           |
| 29. Dezember 1978 – 4. Januar 1979 1 Woche | 1                                        | Dave                                     | Pour que tu me comprennes                | –                         |
| 5. Januar 1979 – 1. Februar 1979 4 Wochen (insgesamt 9) | 9                                        | Michel Sardou                            | Je vole                                  | –                         |
| 2. Februar 1979 – 29. März 1979 8 Wochen | 8                                        | The Bee Gees                             | Spirits Having Flown                     | –                         |
| 30. März 1979 – 27. Dezember 1979 39 Wochen | 39                                       | Supertramp                               | Breakfast in America                     | –                         |
| 28. Dezember 1979 – 3. Januar 1980 1 Woche | 1                                        | Chic                                     | Le freak                                 | –                         |